# Euryphthiria grandis
Euryphthiria grandis är en tvåvingeart som beskrevs av Neal L. Evenhuis 1986. Euryphthiria grandis ingår i släktet Euryphthiria och familjen svävflugor. Inga underarter finns listade i Catalogue of Life.